# Sjarhej Dalidovič
Sjarhej Mikalaevič Dalidovič, accreditato come Sergei Dolidovich dalla FIS (in bielorusso Сяргей Мікалаевіч Далідовіч?; Orša, 18 maggio 1973), è un ex fondista bielorusso.
È spesso indicato con la grafia russa del suo nome, Сергей Николаевич Долидович (Sergej Nikolaevič Dolidovič; traslitterazione anglosassone "Sergey Nikolayevich Dolidovich".

## Biografia
In Coppa del Mondo ha debuttato l'11 dicembre 1993 a Santa Caterina Valfurva (49°) e ha ottenuto la prima vittoria, nonché il primo podio, il 25 marzo 2001 a Kuopio.
In carriera ha preso parte a sette edizioni dei Giochi olimpici invernali, Lillehammer 1994 (70° nella 10 km, 37° nella 30 km, 51° nell'inseguimento, 12° nella staffetta), Nagano 1998 (non conclude la 10 km, 36° nella 30 km, 31° nella 50 km, 14° nella staffetta), Salt Lake City 2002 (14° nella 30 km, non conclude l'inseguimento, 15° nella staffetta), Torino 2006 (12° nella 50 km; non ha partecipato ad altre gare poiché sospeso dopo un controllo anitdoping a causa di livelli di emoglobina troppo alti), Vancouver 2010 (35° nella 15 km, 25° nella 50 km, non conclude l'inseguimento, non conclude la sprint a squadre), Soči 2014 (53° nella 15 km, 5° nella 50 km, 33º nello skiathlon, 14° nella staffetta) e Pyeongchang 2018 (non ha concluso lo skiathlon), e a dodici dei Campionati mondiali (4° nell'inseguimento a Oslo 2011 il miglior risultato).

## Palmarès

### Coppa del Mondo
- Miglior piazzamento in classifica generale: 31º nel 2001
- 2 podi (entrambi individuali[2]):
  - 1 vittoria
  - 1 terzo posto

#### Coppa del Mondo - vittorie
| Data          | Località | Nazione   | Spec.    |
| ------------- | -------- | --------- | -------- |
| 25 marzo 2001 | Kuopio   | Finlandia | 60 km TL |

Legenda:

TL = tecnica libera